# David II d'Escòcia
David II d'Escòcia (5 de març, 1324 – 22 de febrer, 1371) fou rei d'Escòcia, fill del rei Robert the Bruce i de la seva segona esposa, Elisabet de Burgh (m. 1327). Va néixer al palau de Dunfermline, Fife. A la mort del seu pare fou coronat rei a Scone.
Des del començament del seu regnat hagué de lluitar contra el pretendent Eduard Balliol en la Guerra de la Independència d'Escòcia, que desembarcà a Scone el 1332 i el vencé en la batalla de Dupplin Moor amb suport anglès, aprofitant la seva minoria d'edat. Més tard el vencé en la batalla de Halidon Hill (1333) i ocupà bona part del país; l'obligà a signar amb el rei Eduard III d'Anglaterra el tractat de Newcastle, pel qual els cedia Lothians, Berwick, Peebles, Selkirk, Roxburgh i Dunfries i havia de marxar a França. Però va tornar el 1341 i expulsà al pretendent. Els anglesos el venceren en la batalla de Neville's Cross el 1346, i hagué de suportar revoltes de nobles fins al 1357.
Durant el seu regnat es formà definitivament el Parlament escocès, però la centralització perillà a causa del feudalisme i del separatisme tribal de Highlands. Durant bona part del seu regnat fou regent el senescal del Regne, Robert Stuard, que va conquerir per al rei Perth (1339) i Edimburg (1344) als partidaris d'Eduard Balliol i el va fer guanyar posició dins el poder. Va morir sense fills i amb ell es va acabar la Casa de Bruce.